# Abderahmane Djemadi
Abderahmane Djemadi (13 juli 1970) is een Algerijnse voormalige langeafstandsloper.

## Loopbaan
Op de wereldkampioenschappen veldlopen van 1998 eindigde Djemadi als 38e in de korte race. Dit leverde hem een achtste plaats op in de teamcompetitie met het Algerijnse team. 
Djemadi werd later schuldig bevonden aan het weigeren van een doping-controle. Hij werd geschorst van januari 2001 tot januari 2003. Hierdoor stopte hij met professioneel hardlopen.